# Mydło potasowe (preparat farmaceutyczny)

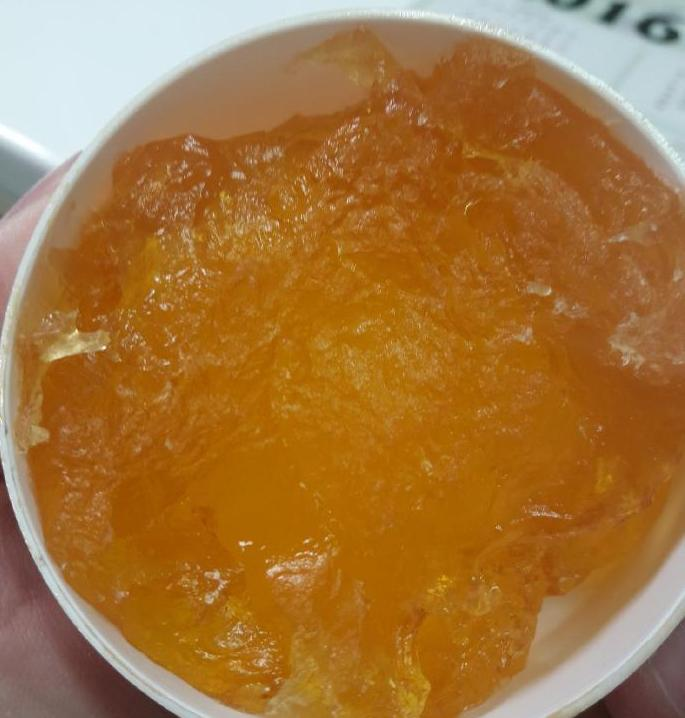
Mydło potasowe

Mydło potasowe (łac. Sapo kalinus FP XIII, syn. Sapo viridis, mydło zielone) – preparat galenowy do użytku zewnętrznego, sporządzany według przepisu farmakopealnego. W Polsce na stan obecny (2023) skład określa monografia narodowa zamieszczona w Farmakopei Polskiej XIII 2023. Preparat stanowi mieszaninę soli potasowych kwasów tłuszczowych w wodzie. Zawartość kwasów tłuszczowych powinna wynosić nie mniej niż 40% (m/m). Otrzymywany w procesie zmydlania (ogrzewanie oleju lnianego z roztworem wodnym wodorotlenku potasu w obecności niewielkiej ilości etanolu).
Mydło potasowe jest zasadową (pH ok. 9–10) mazistą, jasnożółtą (cytrynową), żółtobrunatną bądź brunatną, miękką, przeświecającą masą o charakterystycznym zapachu i konsystencji przypominającej nieco galaretkę. Łatwo rozpuszczalne w wodzie i etanolu. Zakres barwy uzależniony jest od partii użytego do produkcji oleju lnianego. Posiada właściwości myjące, odkażające, odtłuszczające, wysuszające oraz rozmiękczające skórę. Nie powinno wykazywać zjełczałej lub tranowej woni. Ze względu na higroskopijność preparat należy przechowywać w szczelnie zamkniętych opakowaniach, w miejscu suchym i temperaturze pokojowej.
Należy zauważyć, że na jakość i trwałość tego preparatu galenowego wpływa oprócz samego procesu saponifikacji jakość użytych surowców. Olej lniany, jako produkt naturalny tłoczony z różnych partii nasienia lnu (Semen Lini FP XIII) posiada zmienne ilości kwasów tłuszczowych - mieszczące się w normach farmakopealnych. Natomiast dla wodorotlenku potasu (Kalii hydroxidum FP XIII) monografia farmakopealna przewiduje zawartość 85–100,5% tej zasady. W przepisie farmakopealnym na mydło potasowe uwzględniono zawartość wodorotlenku potasu dla zawartości sumy zasad (w przeliczeniu na KOH) niemal na 100%. Włącznie z XII wydaniem Farmakopei Polskiej (z 2020 r.) preparatyka sporządzania mydła potasowego nie przewidywała korygowania ilości wodorotlenku potasu, w zależności od jego faktycznej zawartości (handlowo najczęściej jest dostępny o zawartości ok. 90%).
Problem ten został wyeliminowany w FP XIII, w której znowelizowano narodową monografię szczegółową Sapo kalinus. Obecnie przepis podaje (skład i przygotowanie) zawartość wodorotlenku potasu jako  q.s. (quantum satis - w ilości potrzebnej), w zależności od faktycznej (znanej) zawartości sumy zasad, w przeliczeniu na KOH, co znacznie wpływa na poprawienie jakości (całkowite zmydlenie – mydło nieprzetłuszczone).
Może być stosowane samodzielnie per se, jednak najczęściej stanowi składową preparatów złożonych, sporządzanych w recepturze aptecznej (m.in. mydeł płynnych (Sapones liquides), maści Lenartowicza, maści Wilkinsona, ciekłego mydła krezolowego, spirytusu mydlanego).
Skład i przygotowanie
Olej lniany pierwszego tłoczenia (Lini oleum virginale)           43 cz.
Potasu wodorotlenek (Kalii hydroxidum) q.s.
Etanol 96% (Ethanolum 96 per centum)         5  cz.
Woda oczyszczona (Aqua purificata) q.s.
Z wodorotlenku potasu o znanej (faktycznej) zawartości (sumy zasad, w przeliczeniu na KOH) przygotować, bezpośrednio przed użyciem 45 ml roztworu zawierającego 18% (m/m) sumy zasad, w przeliczeniu na KOH. Roztwór miesza się z olejem, a następnie dodaje się etanol i miesza w temp. 70–75 °C aż do zakończenia zmydlenia, tj. gdy próbka mieszaniny reakcyjnej tworzy przezroczysty roztwór z dziesięciokrotną ilością wody. Mieszaninę uzupełnia się wodą lub odparowuje, aby całość miała 100 cz. wagowych.
Preparat jest handlowo dostępny w Polsce, może być także sporządzany w zakresie receptury aptecznej jako lek apteczny.

## Historia
Mydło potasowe jako preparat galenowy jest ujęte w farmakopeach wielu krajów, nie ma jednak swojej monografii w Farmakopei Europejskiej. Monografie narodowe tego preparatu są niejednolite (różne składy).
Skład i metoda przygotowania mydła potasowego na przestrzeni lat ulegał zmianom, np. skład według Farmakopei Polskiej IV (1970 r.), zawierał inne proporcje oleju lnianego (50 cz.), wodorotlenku potasu (9,5 cz.) i etanolu 95% (10 cz.), a także nieco odmienną metodę przygotowywania.
Historyczna nazwa Sapo viridis - „mydło zielone”, która obecnie (FP XIII 2023) jest uznawana za farmakopealny synonim Sapo kalinus dawniej odnosiła się do gatunku mydła potasowego o zielonkawym zabarwieniu, spowodowanego użyciem do zmydlania tzw. surowego oleju lnianego, oleju z oliwek lub oleju konopnego.
W innych krajach (m.in. Niemcy) istnieje kilka monografii mydła potasowego, np. Sapo kalinus (według DAC) - które jest odpowiednikiem aktualnego polskiego składu oraz Sapo kalinus oleaceus -
zmydlony olej z oliwek, Sapo kalinus venalis - mydło potasowe handlowe, syn. mydło potasowe gospodarcze, mydło potasowe szare 
(według DAB 6) z dodatkiem skrobi ziemniaczanej, Sapo kalinus albus - mydło potasowe wybielone, Sapo kalinus raffinatus - zmydlony rafinowany wysokooczyszczony olej lniany, Sapo kalinus unguinosus (Mollinum) (według EB 6) - zmydlony tłuszcz wieprzowy (smalec) z dodatkiem gliceryny, Sapo Terebinthinatus (według EB 6) - odmiana mydła potasowego, otrzymanego w procesie zmydlania olejku terpentynowego roztworem węglanu potasu.